# Vinni kommun
Vinni kommun (estniska: Vinni vald) är en kommun i landskapet Lääne-Virumaa i norra Estland. Kommunen ligger cirka 110 kilometer öster om huvudstaden Tallinn. Småköpingen Pajusti utgör kommunens centralort
Den 25 oktober 2017 uppgick de båda kommunerna Laekvere och Rägavere i Vinni kommun.

## Geografi
Terrängen i Vinni vald är platt.

## Orter
I Vinni kommun finns sex småköpingar och 70 byar.

### Småköpingar
- Laekvere
- Pajusti (centralort)
- Roela
- Tudu
- Vinni
- Viru-Jaagupi

### Byar
- Aarla
- Aasuvälja
- Alavere
- Alekvere
- Allika
- Anguse
- Aravuse
- Arukse
- Aruküla
- Aruvälja
- Ilistvere
- Inju
- Kaasiksaare
- Kadila
- Kakumäe
- Kannastiku
- Kantküla
- Karkuse
- Kaukvere
- Kehala
- Kellavere
- Koeravere
- Kulina
- Kõrma
- Küti
- Lavi
- Lepiku
- Luusika
- Lähtse
- Miila
- Moora
- Muuga
- Mõdriku
- Mõedaka
- Mäetaguse
- Männikvälja
- Nurkse
- Nurmetu
- Nõmmise
- Obja
- Paasvere
- Padu
- Palasi
- Piira
- Puka
- Põlula
- Rahkla
- Rajaküla
- Rasivere
- Ristiküla
- Rohu
- Rünga
- Saara
- Sae
- Salutaguse
- Sirevere
- Soonuka
- Sootaguse
- Suigu
- Tammiku
- Uljaste
- Ulvi
- Vana-Vinni
- Vassivere
- Veadla
- Venevere
- Vetiku
- Viru-Kabala
- Voore
- Võhu